# Chlorostrymon thelea
Espèce
Chlorostrymon thelea est une espèce de lépidoptères (papillons) de la famille des Lycaenidae, sous-famille des Theclinae et du genre Chlorostrymon.

## Dénomination
Chlorostrymon thelea a été décrit par William Chapman Hewitson en 1868, sous le nom initial de Thecla thelea.
Synonymes : Chlorostyrom patagonia Johnson, 1989; Chlorostrymon larancagua Johnson, 1990; Strymon telea, Barnes & McDunnough, 1917.

### Noms vernaculaires
Chlorostrymon thelea ou Chlorostrymon telea se nomme Silver-banded Hairstreak en anglais,.

## Description
Chlorostrymon thelea est un petit papillon d'une envergure de 16 mm à 22 mm avec une fine et longue queue à chaque aile postérieure.
Le dessus du mâle est bleu violet, celui de la femelle est bleu gris.
Le revers est jaune avec une bande postmédiane blanche et trois gros ocelles rouges qui se jouxtent dont un en position anale.

## Biologie
Chlorostrymon thelea vole de janvier à juillet en Amérique centrale, mais en une seule génération en juin au Texas.

### Plantes hôtes
Les plantes hôtes de sa chenille sont Guazuma au Costa-Rica et des Saopberry au Pérou.

## Écologie et distribution
Chlorostrymon thelea est présent dans le sud du Texas, au Mexique, en Colombie, en Uruguay, au Paraguay, en Argentine, au Chili, dans l'est de la Bolivie et en Guyane

### Protection
Pas de statut de protection particulier.